# Zbigniew Krzeszowiec
Zbigniew Krzeszowiec (* 19. März 1948 in Bobowa x, Powiat Gorlicki, Woiwodschaft Kleinpolen) ist ein ehemaliger polnischer Radrennfahrer.
Er nahm an der Radweltmeisterschaft 1970 in Leicester teil und fuhr etwa bis 1975 Straßenwettkämpfe. Danach spezialisierte er sich auf den MTB-Sport.

## Palmarès
| Jahr | Erfolg | Erfolg     | Rennen                              |
| ---- | ------ | ---------- | ----------------------------------- |
| 1969 | 2.     | 5. Etappe  | Polen-Rundfahrt                     |
| 1971 | 3.     | 12. Etappe | Polen-Rundfahrt                     |
| 1971 | Sieger | 10. Etappe | Friedensfahrt                       |
| 1972 | 3.     | 2. Etappe  | Polen-Rundfahrt                     |
| 1972 | 2.     | 8. Etappe  | Polen-Rundfahrt                     |
| 1972 | 2.     | 5. Etappe  | Friedensfahrt                       |
| 1972 | Sieger | 9. Etappe  | Friedensfahrt                       |
| 1972 | 3.     | 14. Etappe | Friedensfahrt                       |
| 1972 | 2.     | 2.         | Nationalmeisterschaft Polen, Straße |
| 1973 | Sieger | 12. Etappe | Friedensfahrt                       |
| 1974 | 2.     | 2. Etappe  | Polen-Rundfahrt                     |